# Бурлеск (шоу)
Бурлеск (фр. burlesque ← італ. burlesco ← burla «жарт») — це жанр вар’єте, що походить від елементів вікторіанського бурлеску, мюзик-холу та шоу менестрелів. Бурлеск став популярним у Сполучених Штатах наприкінці 1860-х років і повільно перетворився на непристойну комедію та жіноче оголення. Наприкінці 1920-х років елемент стриптизу затьмарив комедію та поставив на бурлеск широке місцеве законодавство. Бурлеск поступово втрачає свою популярність, починаючи з 1940-х років. Кілька продюсерів намагалися отримати вигоду з ностальгії за розвагами, відтворюючи бурлеск на сцені та в голлівудських фільмах 1930-1960-х років. Відродження інтересу до цього формату спостерігається з 1990-х років.

## Літературно-театральні витоки
Термін «бурлеск» у більш загальному розумінні означає літературний, драматичний чи музичний твір, спрямований на те, щоб викликати сміх шляхом карикатурного відображення манери чи духу серйозних творів або смішного трактування їх предметів. Бурлеск у літературі та театрі протягом 19-го століття був навмисно смішним, оскільки він імітував кілька стилів і поєднував наслідування певних авторів і художників з абсурдними описами . Бурлеск залежав від знань читача (або слухача) про предмет, щоб досягти бажаного ефекту, і високий ступінь грамотності сприймався як належне.
Вікторіанський бурлеск, іноді відомий як «травестія» або «феєрія», був популярний у лондонських театрах між 1830-ми та 1890-ми роками. Це набуло форми музично-театральної пародії, у якій добре відома опера, п’єса чи балет адаптувались у широку комічну п’єсу, як правило, музичну п’єсу, часто ризикованого стилю, яка висміювала театральні та музичні традиційності та стилі оригінального твору, а також цитування або вставлення тексту чи музики з оригінального твору. Комедія часто випливає з невідповідності та абсурду класичних сюжетів, з реалістичним історичним одягом та обстановкою, які протиставляються сучасній діяльності, яку зображують актори. Діалог, як правило, був написаний римованими двовіршами, щедро приправленими поганими каламбурами. Основним елементом театрального бурлеску був показ привабливих жінок у травестійних ролях, одягнених у трико, щоб продемонструвати свої ноги, але самі п’єси рідко були більш ніж скромно ризикованими.

## Історія бурлеску
Як розважальне шоу бурлеск з'явився в Європі в середині XIX століття.  
Першим відомим бурлеск-шоу було — «Британські блондинки» під керівництвом Лідії Томпсон (1868). На той час бурлеск був насамперед комедійним шоу. 
Пізніше центральне місце у бурлеск-шоу почала займати жіноча оголеність — від коротких спідниць танцівниць кордебалету до оголення артисток. Щоб компенсувати невміння танцювати, стали створювати вишукані сценічні костюми, реквізит та декорації для своїх номерів. Згодом це стало найважливішою характеристикою жанру. Окрім танцівниць, у шоу зазвичай було кілька музичних номерів, брали участь коміки, конферансьє.
До середини 1930-х  у США налічувалося понад 150 провідних артисток бурлеску, включаючи такі зіркові імена, як Саллі Ренд, Джіпсі Роуз Лі, Діксі Еванс, Темпест Сторм Сір, Блейз Стар. З бурлеск-театрами працювали такі знамениті джазові композитори, як Коул Портер і Лоренц Харт, і коміки Мей Вест, Фанні Брайс, Ебботт і Костелло та багато інших.
Поступово номери ставали дедалі відвертішими, публіка — дедалі шаленішою, а неконтрольоване споживання алкоголю в бурлеск-театрах робило їх дедалі небезпечнішими. Попри небувалу популярність престижних і дорогих бродвейських шоу, в 1935 за постановою мера Нью-Йорка Фьорелло Ла Гуардія на території штату Нью-Йорк бурлеск був заборонений. В інших штатах на бурлеск-шоу були накладені обмеження, що стосувалися насамперед дозволеного ступеня оголення артисток, які тепер не могли з'являтися на сцені без тонкого бюстгальтера або «пестіс» (прикрашених і дуже дорогих наклейок на соски) і трусиків. Це призвело до того, що артистки високого рівня стали ще більше часу приділяти костюмам та створенню шоу, не забуваючи при цьому роздягатися у рамках правил. У різний час у бурлеск-театрах з'являлися номери з дресованими птахами, під водою, на трапеції, декораціях, стилізованих під будуар або розкішну ванну.
У 1970-ті на тлі сексуальної революції та розквіту порноіндустрії у бурлеск проник девіз «менше шоу, більше тіла». У цей час клуби намагалися залучити привабити відвідувачів не якістю шоу, а кількістю танцівниць. Звідти поступово почали зникати коміки, музиканти, розкішні костюми та декорації. 
До середини 1970-х бурлеск практично став тим, що зараз називається стриптизом.

## Відродження бурлеску
Бурлеск (сучасна назва жанру — «необурлеск») почав відроджуватися на початку 1990-х, багато в чому завдяки зусиллям Діксі Еванс, що заснувала на своєму ранчо в штаті Невада музей бурлеску Exotic World. Для збору коштів на потреби музею було організовано щорічний конкурс «Miss Exotic World Pageant», який з роками перетворився на найпрестижніший бурлеск-фестиваль у світі. У 2006 році музей переїхав у Лас-Вегас і став називатися Burlesque Hall of Fame, а разом з ним і фестиваль, який зараз збирає тисячі глядачів і десятки артистів з усього світу під ім'ям Burlesque Hall of Fame Weekend.
Крім того, бурлеск-фестивалі проводяться у:
- Лондоні (London Burlesque Festival, World Burlesque Games)
- Парижі (Paris Burlesque Festival)
- Берліні (Berlin Burlesque Festival)
- Римі (Caput Mundi Burlesque Award)
- Стокгольмі (Stockholm Burlesque Festival)
- Амстердамі (Amsterdam Burlesque Award)
- Женеві (Geneva Burlesque Festival)
- Нью-Йорку (New York Burlesque Festival)
- Річмонде (Virginia Burlesque and Sideshow Festival)
- Далласі, Лас-Вегасі (Viva Las Vegas)
- Новому Орлеані (New Orleans Burlesque Festival)
- Ванкувері, Оттаві, Торонто, Сіднеї, Перті, Палмерстон-Норте (New Zealand Burlesque Festival) тощо.